# 馬恩國
馬恩國（英語：Lawrence Ma Yan-kwok，1970年12月1日—），香港執業大律師，身兼多項公職，包括中華海外聯誼會理事、中華人民共和國山西省政協委員、原獨立監察警方處理投訴委員會委員、中國法學會理事、中華司法研究會理事、香港法學交流基金會執委會主席、香港友好協進會專業事務委員會副主任、中華全國歸國華僑聯合會（廣東省）常務委員、全國港澳研究會會員、香港專業人仕協會副主席等。

## 經歷
馬恩國父親是油畫家馬家寶，曾獲香港新華社社長邀請給毛澤東及華國鋒畫像，國慶典禮中懸掛人民大會堂展出。肖像畫已送予已故中共元老廖承志。他早年就讀慈幼學校和慈幼英文學校（中一至中四），後來負笈澳洲完成高中課程，在昆士蘭大學讀法律，持有商業及法律學位及法學碩士，正式成為澳洲唯一執業華人執業大律師前，曾經在四大會計師事務所擔任稅務會計。 他居於澳洲20年，2008年回流香港，2010年與幾位醫生搭擋，透過《內地與港澳關於建立更緊密經貿關係的安排》在廣州投資開設診所，成為首間由香港人獨資的醫療機構。他反對絕對的三權分立，認為內地在政治案件上“法院不能獨立于黨”。
2013年2月18日，馬恩國在香港立法會的聽證會上被民主派議員梁國雄挑釁後用英語發言相互對罵，當中指责梁不爱国連「Fucking Chinese」都不是。香港大律師公會研訊裁定他令公會聲譽受損，在2014年6月罰停牌一個月。復牌後，活躍於有關香港政制改革、普選、佔領中環的法律爭論。

### 參與「幫港出聲」
2014年1月，馬恩國以法律顧問身份現身「幫港出聲」記者會，並力陳「公民提名」組成的委員會的建議，不符合基本法訂明的廣泛代表性原則。 他主張「認真參照」選委會並強調，根據基本法第一百五十八條，全國人大常委會的決定具有法律效力，而2007年人大常委會的相關決定，訂明未來的行政長官普選中，提委會「可參照」香港基本法附件一有關選舉委員會的現行規定組成，那「可參照」是否「定參照」，就要視乎在第五步曲，即提交人大常委會審批備案時人大常委會的決定，但既然指導香港去參照，香港就要認真參照。 
2014年4月，有鑑於台灣警察武力清場驅逐在行政院內反《兩岸服務貿易協議》的示威者時，引發流血冲突; 馬恩國亦撰文支持香港警察在「占領中環」時使用「合理武力」對抗示威者。，同年5月馬恩國出席「幫幫家長 救救佔中孩子」行動，並致函予全港535間中學的校董會主席及家教會，指出學生若在學期間參與佔中受傷，學校教師要作出民事賠償。同年6月，馬恩國反對"佔領中環"行動，倡議全中環的小商户向法庭申請“事前禁制令”，以防反對派破壞中環國際金融中心地位。
2015年1月馬恩國以法律顧問身份出席政改第二論咨詢研討會，認為政改的一線生機，落在泛民多位涉嫌參與未經批准集結、非法集結的議員身上，若果他們因為入罪判監一個月以上，或會失去議席，令政改通過。2016年11月作為團員參與由幫港出聲召集人周融作為團長的訪京團被國家領導人全國人大常委會張德江委員長接見, 並獲充分肯定和高度評價。

### 參與「保普選反佔中大聯盟」
2014年10月馬恩國以「保普選反佔中」大聯盟法律顧問身份參與推出「佔中」苦主申訴平台接受苦主的求助申訴，透過法律訴訟等方法，盡快解決「佔中」人士侵佔道路，對苦主造成經濟損失。

### 創立中澳法學交流基金會
2014年1月馬恩國和一眾有澳洲背景的香港律師創立中澳法學交流基金會，並出任執委會主席。6月，馬恩國率團出訪北京，中央就香港問題發表「一國兩制」白皮書，當中描述法官為「治港者」，被大律師公會評擊。馬恩國拜會港澳辦後，認為大律師公會過分解讀白皮書。  同年9月，全國人大對2017特首選舉辦法作出決定 (8.31決定)，表明參選人要拿到提名委員會過半數票數支持，才能出綫參選。有意見認為過半數提名違反《公民權利和政治權利國際公約》中的被選權不應受不合理限制的保障。基金會召開記者招待會，詳述全國人大8.31決定如何符合公約要求。
同年12月，英國國會外交事務委員會擬派員訪港，檢視中英聯合聲明落實情況。基金會去信聯合國要求聯合國澈查英國違反國際法不干預內政原則。 
2015年8月，中澳法學交流基金會舉行新聞發報會促檢控涉嫌恐嚇裁判元朗暴力衝擊事件的暫委裁判官陳碧橋的有關人士。2016年5月，馬恩國帶領中澳法學交流基金會訪京團與香港特別行政區基本法委員會副主任張榮順會面後，引述張榮順表示北京將全力對付有實力搞港獨的港獨分子，要法律有法律，要槍有槍，要炮有炮。同年7月，基金會舉行新聞發報會提出南海主權爭議仲裁庭無審判權,南海仲裁無效. 11月，基金會舉行新聞發報會提出人大釋法彰顯法治，法律學者無權質疑。
2018年1月，中澳法學交流基金會改名為香港法學交流基金會。

## 專業資格
- 澳洲昆士蘭省高等法院大律師（非執業）
- 澳洲新南威爾斯省高等法院大律師（非執業）
- 澳洲維多利亞省高等法院大律師（非執業）
- 澳洲首都高等法院大律師（非執業）
- 澳洲最高法院大律師（非執業）
- 香港高等法院執業大律師
- 調解員 – 昆士蘭省高等法院
- 調解員 – 昆士蘭地區法院
- 調解員 – 香港和解中心
- 會員 - 專業信託遺產管理協會 (Society of Trust and Estate Practitioners)